# Fugarul (film din 1963)
Fugarul (titlul original: în engleză The Running Man) este un film dramatic englez, realizat în 1963 de regizorul Carol Reed, 
după romanul The Ballad of the Running Man a scriitoarei Shelley Smith, protagoniști fiind actorii Laurence Harvey, Lee Remick, Alan Bates și Fernando Rey. 

## Distribuție
- Laurence Harvey – Rex Black
- Lee Remick – Stella Black, soția lui Rex
- Alan Bates – Stephen Maddox, detectivul de la asigurări
- Felix Aylmer – Parson
- Eleanor Summerfield – Hilda Tanner
- Allan Cuthbertson – Jenkins
- Harold Goldblatt – Tom Webster
- Noel Purcell – Miles Bleeker
- Ramsay Ames – Madge Penderby
- Fernando Rey – ofițerul de poliție spaniol
- Eddie Byrne – Sam Crewdson
- Colin Gordon – apărătorul
- John Meillon – Jim Jerome
- Roger Delgado – doctorul spaniol

## Premii și nominalizări
- 1964 Nominalizare la premiul BAFTA pentru cea mai bună imagine color lui Robert Krasker.